# Carlsbergite
La carlsbergite è un minerale scoperto nel 1971 nella meteorite di Capo York. Il nome è stato attribuito in onore della fondazione Carlsberg di Copenaghen che finanziò le ricerche. È stata approvata dall'IMA nel 1972.

## Morfologia
La carlsbergite è stata trovata sotto forma di microscopiche scaglie fino a 30 micrometri e granuli di pochi micrometri.

## Origine e giacitura
La carlsbergite è stata trovata in oltre 70 meteoriti ferrosi nella camacite associata con la daubréeite attorno alla quale forma degli anelli e con granuli di sfalerite di pari dimensione.